# Dalodesmidae
Dalodesmidae är en familj av mångfotingar. Dalodesmidae ingår i ordningen banddubbelfotingar, klassen dubbelfotingar, fylumet leddjur och riket djur. Enligt Catalogue of Life omfattar familjen Dalodesmidae 99 arter. 

## Dottertaxa till Dalodesmidae, i alfabetisk ordning[1]
- Abatodesmus
- Agathodesmus
- Allawrencius
- Anaulacodesmus
- Antisoma
- Asphalidesmus
- Blysmopeltis
- Canacophilus
- Chiliosoma
- Dalodesmus
- Dityloura
- Doryskelus
- Erythrodemus
- Gasterogramma
- Gephyrodesmus
- Gnomeskelus
- Gonokollesis
- Harpethrix
- Icosidesmus
- Lissodesmus
- Mikroporus
- Monenchodesmus
- Notonaia
- Notonesiotes
- Oeciaconus
- Orthorhachis
- Pacificosoma
- Paurodesmus
- Pelmatotylus
- Peninsularia
- Perbrinckiella
- Philocaffrus
- Platytarropus
- Platytarrus
- Pleonarius
- Pseudoprionopeltis
- Pseudothelydesmus
- Queenslandesmus
- Rhopaloskelus
- Schubartina
- Semnosoma
- Sphaerotrichopus
- Stenauchenia
- Tasmaniosoma
- Tongodesmus
- Trienchodesmus
- Tsagonus
- Tubercularium
- Tzitzikamina
- Vanhoeffenia